# Kamienica przy ulicy Stolarskiej 9 w Krakowie
Kamienica przy ulicy Stolarskiej 9 – zabytkowa kamienica znajdująca się w Krakowie, w dzielnicy I przy ulicy Stolarskiej, na Starym Mieście.
Jest to budynek dwupiętrowy, czteroosiowy. Posiada boniowany portal.
Kamienica została wzniesiona na przełomie XIII i XIV wieku. Była wielokrotnie przebudowywana. Od 1974 jest siedzibą Konsulatu Generalnego Stanów Zjednoczonych.
3 kwietnia 1968 kamienica została wpisana do rejestru zabytków. Znajduje się także w gminnej ewidencji zabytków.